# 5477 Holmes
Az 5477 Holmes egy kisbolygó a Naprendszerben. Eleanor F. Helin fedezte fel 1989. október 27-én.